# Црква брвнара са гробљем у Цветкама
Црква брвнара са гробљем у Цветкама, насељу на територији града Краљева, подигнута је 1824. године и има статус споменика културе од великог значаја.

## Историјат
Садашња црква брвнара је посвећена Светој Богородици и подигнута је на месту старије цркве брвнаре. Та ранија црква је настала у првој половини 18. века и била је посвећена Св. Архистратигу Михаилу. Најстарији подаци о старој цркви потичу из пописа од 1735. године. Сматра се да је првобитна брвнара страдала након пропасти Првог српског устанка. Нов Богородичин храм је подигнут трудом свештенојереја Ивана Пејовића, док је радове извео осаћански неимар Митар Новаковић. Сачуван је документ из кога се сазнаје да је 1824. године издато 500 гроша мајстору Митру Новаковићу, који је те године градио цркву у Цветкама.
У вези ове цркве брвнаре постоји легенда која њен настанак повезује са Јованом Курсулом, који је сахрањен поред ње. Наиме, карановачки Мехмед Згур-ага намеравао је да запали ову цркву, која је првобитно била подигнута у селу Обрва. Сазнавши за то, Курсула је заједно са свештеником и својим пријатељима спасао цркву, раставивши је током ноћи и поново је подигнувши у Цветкама. Мехмед Згур-ага није одустајао од своје намере да цркву уништи, али у томе га је предухитрила погибија у боју на Карановцу.
У заједничкој великој порти налази се и новији храм посвећен Светом апостолу Павлу, подигнут 1964. године.

## Изглед
Око 1880. године црква је доживела обнову која је у потпуности изменила њен спољни изглед. Уместо карактеристичног стрмог крова са шиндром, постављен је кров много блажег нагиба покривен ћерамидом и са изразито широком стрехом. Зидови су удвостручили своју висину и због тога морали бити ојачани вертикалним ступцима. Ентеријер је задржао првобитну поделу на олтарски простор, наос и припрату са хором. Дрворезбарена декорација сведена је на скромни украс западних врата и довратника. Иконостасна преграда из 1812. године броји четрдесетак добро сачуваних икона различитих приложника, које се највећим делом приписују Јанку Михаиловићу Молеру.
Поред икона, ризница цркве у Цветкама чува вредне предмете мобилијара као и рукописни триод из 1561. године. Крај храма се налази гробље где посебну пажњу привлачи надгробни споменик Јове Курсуле, војводе из Првог српског устанка.